# John McGovern
John Prescott McGovern (Montrose, 28 ottobre 1949) è un allenatore di calcio ed ex calciatore scozzese, di ruolo centrocampista.

## Carriera
Nato in Scozia, McGovern si trasferì con la sua famiglia ad Hartlepool quando aveva sette anni. Qui divenne capitano della squadra di rugby a XV della sua scuola. A 15 anni abbandonò la palla ovale per il pallone da calcio e l'anno dopo firmò il suo primo contratto con l'Hartlepool Utd guidato da Brian Clough e Peter Thomas Taylor. L'incontro con i due fu decisivo per la sua carriera: McGovern diventerà infatti uno degli uomini di fiducia di Clough seguendolo in tutte le squadre da lui allenate.
Dopo aver conquistato la promozione in terza divisione con l'Hartlepool, nel 1968 si trasferì al Derby County con cui vinse nuovamente il campionato raggiungendo la prima divisione. A 19 anni McGovern divenne il più giovane calciatore ad aver giocato in tutte e quattro le divisioni della Football League. A Derby rimase sei anni, giocando 190 partite e vincendo il campionato inglese nella stagione 1971-1972.
Nella stagione 1973-1974 seguì Clough nell'esperienza con il Leeds Utd, dove dopo le dimissioni del suo mentore non riuscì più a trovare spazio. Fu ancora Clough a chiamarlo l'anno seguente per giocare nel Nottingham Forest. John divenne il capitano dei biancorossi guidandoli alla promozione in prima divisione, alla vittoria del titolo nazionale del 1977-1978, di due Coppe di Lega e soprattutto di due Coppe dei Campioni consecutive.
Nel 1982 abbandonò Notthingam e Clough per diventare allenatore-giocatore nel Bolton. Lasciato il calcio giocato, è stato poi assistente al Plymouth e all'Hull City, e allenatore al Rotherham Utd (con Archie Gemmill) e al Woking.

## Palmarès

### Giocatore

#### Club

##### Competizioni nazionali
- Campionato inglese: 2

Derby County: 1971-1972
Nottingham Forest: 1977-1978
- Coppa di Lega inglese: 2

Nottingham Forest: 1977-1978, 1978-1979
- Charity Shield: 1

Nottingham Forest: 1978

##### Competizioni internazionali
- Coppa dei Campioni: 2

Nottingham Forest: 1978-1979, 1979-1980
- Supercoppa UEFA: 1

Nottingham Forest: 1979

### Allenatore

#### Competizioni nazionali
- Football League Trophy: 1

Rotherham United: 1995-1996